# 아찔한 소개팅
《아찔한 소개팅》(약칭 아찔소)은 2006년부터 2012년까지 엠넷에서 5시즌에 걸쳐 방송된 짝짓기 예능 프로그램이다.